# Dayton (Oregon)
Dayton és una població dels Estats Units a l'estat d'Oregon. Segons el cens del 2007 tenia 2.495 habitants.

## Demografia
Segons el cens del 2000, Dayton tenia 2.119 habitants, 641 habitatges, i 516 famílies. La densitat de població era de 1.136,3 habitants per km².
Dels 641 habitatges en un 49,6% hi vivien nens de menys de 18 anys, en un 60,4% hi vivien parelles casades, en un 15,1% dones solteres, i en un 19,5% no eren unitats familiars. En el 15,4% dels habitatges hi vivien persones soles el 6,4% de les quals corresponia a persones de 65 anys o més que vivien soles. El nombre mitjà de persones vivint en cada habitatge era de 3,31 i el nombre mitjà de persones que vivien en cada família era de 3,66.
Per edats la població es repartia de la següent manera: un 36,7% tenia menys de 18 anys, un 7,7% entre 18 i 24, un 30,2% entre 25 i 44, un 17,7% de 45 a 60 i un 7,6% 65 anys o més.
L'edat mediana era de 29 anys. Per cada 100 dones de 18 o més anys hi havia 96,1 homes.
La renda mediana per habitatge era de 40.556$ i la renda mediana per família de 43.047$. Els homes tenien una renda mediana de 32.500$ mentre que les dones 23.125$. La renda per capita de la població era de 13.140$. Aproximadament l'11,7% de les famílies i el 14,1% de la població estaven per davall del llindar de pobresa.

## Poblacions més properes
El següent diagrama mostra les poblacions més properes.